# Іван Філіп Вездін
Іван Філіп Вездін або Паолін Святого Варфоломія (хорв. Ivan Filip Vezdin, нім. Johann Philipp Wesdin, Paulinus von Heilig Bartholomaus, 25 квітня 1748, Гоф, Австрія — 7 січня 1806, Рим, Італія) — чернець ордену босих кармелітів (OCD), священник, місіонер, сходознавець, відомий як батько європейської індології.

## Життєпис
Іван Філіп Вездін народився 25 квітня 1748 року в селі Кімів (нині Гоф) у Австрії в сім'ї хорватів Юрія Ведзіна (або Весдіна) і Олени Брегуник. Батьки відправили сина вчитися в Сопроньє в Бургенланді, звідки він перейшов у Лінц, де в дуже юному віці вступив до монастиря босих кармелітів, прийняв чернече вбрання і нове ім'я Паоліна Святого Варфоломія.
Потім молодий чернець продовжив освіту в Празі і Римі, де вивчав східні мови. 1774 року його висвятили на священника, і, як здатного до мов, відправили на місію в Малабар в Індію. Тут його через два роки поставили генеральним вікарієм і призначили апостольським візитатором. Це служіння він виконував до 1789 року. За час перебування в Індії Паолін вивчив санскрит і одним із перших звернув увагу на його схожість з індоєвропейськими мовами.
Повернувшись у Рим зі звітом про справи місії, Паолін познайомився з кардиналом Стефано Борджіа — секретарем Конгрегації Пропаганди Віри, антикваром, ученим і меценатом. Наступні сім років учений-чернець виконував обов'язки професора східних мов при Конгрегації Пропаганди Віри і був особистим секретарем кардинала.

## Наукова діяльність
Після повернення з Індії Паолін опублікував кілька робіт, пов'язаних із цією країною. Видання цих творів профінансував Стефано Борджіа. Його першу роботу — підручник із граматики санскриту (Sidharubam seu Grammatica Samscrdamica), опубліковано в Римі 1790 року.
Пізніше він написав ще одну санскритську граматику і словник. 1798 року видано його «Трактат про давність і спорідненість перської, санскритської та германської мов», написаний під впливом ідей Вільяма Джонса.
Його книгу про подорож в Індію Viaggio alle Indie Orientali перекладено всіма головними європейськими мовами.
1798 року через тиск з боку Франції Паолін мусив переїхати до Відня, звідки 1800 року повернувся в Італію. Його призначили префектом освіти при Конгрегації Пропаганди Віри в Римі і це служіння він виконував аж до смерті 7 січня 1806 року, переживши свого благодійника всього на два роки.

## Праці
- Paolino da San Bartolomeo, Viaggio alle Indie Orientali umiliato alla Santita di N. S. Papa Pio Sesto pontefice massimo da fra Paolino da S. Bartolomeo carmelitano scalzo, Roma, presso Antonio Fulgoni, 1796.
- Paolino da San Bartolomeo, Voyage aux Indes Orientales, par le p. Paulin de S. Barthelemy, missionnaire; traduit de l'italien … avec les observations de Mm. Anquetil du Perron, J. R. Forster et Silvestre de Sacy; et une dissertation de M. Anquetil sur la proprieté, (in lingua francese) A Paris, chez Tourneisen fils, libraire, rue de Seine, n 12, 1808.
- Paulinus a S. Bartholomaeo, Amarasinha. Sectio prima de caelo ex tribus ineditis codicibus indicis manuscriptis curante P. Paulino a S. Bartholomaeo …, (in lingua latina) Romae, apud Antonium Fulgonium, 1798.
- Paulinus von Heilig Bartholomaus, Atlas pour servir au voyage aux Indes orientales. Par le p. Paulin de Saint-Barthelemy, missionaire, (in lingua francese) A Paris, chez Tourneisen fils, 1808.
- Paulinus a S. Bartholomaeo, De basilica S. Pancratii M. Christi disquisitio. Auctore P. Paulino a S. Bartholomaeo, (in lingua latina) Romae, apud Antonium Fulgonium, 1803.
- Paulinus a S. Bartholomaeo, Dissertation on the Sanskrit language, Paulinus a S. Bartholomaeo, (in lingua inglese) a reprint of the original Latin text of 1790, together with an introductory article, a complete English translation, and an index of sources by Ludo Rocher, Amsterdam, J. Benjamin, 1977.
- Paulinus a S. Bartholomaeo, Examen historico criticum codicum indicorum bibliothecae Sacrae Congregationis de propaganda fide, (in lingua latina) Romae, ex typ. S. C. de Propaganda Fide, 1792.
- Paulinus a S. Bartholomaeo, India orientalis christiana continens fundationes ecclesiarum, seriem episcoporum, Auctore P. Paulino a S. Bartholomaeo carmelita discalceato, (in lingua latina) Romae, typis Salomonianis, 1794.
- Paulinus a S. Bartholomaeo, Jornandis vindiciae de Var Hunnorum auctore p. Paulino a S. Bartolomeo carmelita discalceato …, (in lingua latina) Romae, Apud Antonium Fulgonium, 1800.
- Paolino da San Bartolomeo, Monumenti indici del Museo Naniano illustrati dal P. Paolino da S. Bartolomeo, (in lingua latina) In Padova, nella Stamperia del Seminario, 1799.
- Paulinus a S. Bartholomaeo, Mumiographia Musei Obiciani exarata a P. Paulino a S.Bartholomaeo carmelita discalceato, (in lingua latina) Patavii, ex Typographia Seminarii, 1799.
- Paulinus a S. Bartholomaeo, Musei Borgiani Velitris codices manuscripti Avenses Peguani Siamici Malabarici Indostani animadversionibus historico-criticis castigati et illustrati accedunt monumenta inedita, et cosmogonia Indico-Tibetana, auctore p. Paulino a S. Bartholomaeo …, (in lingua latina) Romae, apud Antonium FUgonium, 1793.
- Paulinus a S. Bartholomaeo, Sidharubam seu Grammatica Samscrdamica. Siddarupam. Cui accedit Dissertatio historico-critica in linguam Samscrdamicam vulgo Samscret dictam, in qua huius linguae exsistentia, origo, praestantia, antiquitas, extensio, maternitas ostenditur, libri aliqui ea exarati critice recensentur, & simul aliquae antiquissimae gentilium orationes liturgicae paucis attinguntur, & explicantur auctore Fr. Paulino a S. Bartholomaeo …, (in lingua latina) Romae, ex typographia Sacrae Congregationis de Propaganda Fide, 1790.
- Paulinus a S. Bartholomaeo, Systema Brahmanicum liturgicum mythologicum civile ex monumentis Indicis musei Borgiani Velitris dissertationibus historico-criticis illustravit fr. Paullinus a S. Bartholomaeo carmelita discalceatus Malabariae missionarius Academiae Volscorum Veliternae socius, (in lingua latina) Romae, apud Antonium Fulgonium, 1791.
- Paulinus a S. Bartholomaeo, Vitae synopsis Stephani Borgiae S.R.E. cardinalis amplissimi S. Congr. De Propaganda fide praefecti curante p. Paulino a S. Bartholomaeo carmelita discalceato …, (in lingua latina) Romae, apud Antonium Fulgonium, 1805.
- Paulinus a S. Bartholomaeo, Vyacarana seu Locupletissima Samscrdamicae linguae institutio in usum Fidei praeconum in India Orientali, et virorum litteratorum in Europa adornata a P. Paulino a S. Bartholomaeo Carmelita discalceato, (in lingua latina) Romae, typis S. Congreg. de Propag. Fide, 1804.
- Paulinus a S. Bartholomaeo, Vitae synopsis Stephani Borgiae S.R.E. cardinalis amplissimi S. Congr. De Propaganda fide praefecti curante p. Paulino a S. Bartholomaeo carmelita discalceato. Romae, apud Antonium Fulgonium, 1805.
- Paulinus a S. Bartholomaeo, Notitia topographica, civilis, politica, religiosa missionis Malabaricae ad finem saeculi 18. / auctore r. P. Paulino a S. Bartholomaeo, O. C. D, (in lingua latina) Romae, apud Curiam generalitiam, 1937, Tip. A. Manuzio.